# Thailand op de Olympische Zomerspelen 2012
Thailand nam deel aan de Olympische Zomerspelen 2012 in Londen, Verenigd Koninkrijk.

## Medailleoverzicht
| Sport         | Olympiër         | Onderdeel                       | Medaille |
| ------------- | ---------------- | ------------------------------- | -------- |
| Gewichtheffen | Pimsiri Sirikaew | lichtgewicht (-58 kg) (v)       | Zilver   |
| Boksen        | Kaeo Pongprayoon | licht vlieggewicht (-49 kg) (m) | Zilver   |
| Taekwondo     | Chanatip Sonkham | -49 kg (v)                      | Brons    |
| Gewichtheffen | Rattikan Gulnoi  | lichtgewicht (-58 kg) (v)       | *        |

* Deze medaille werd haar in 2016 alsnog toegekend.

## Deelnemers en resultaten

### Atletiek
| Olympiër             | Onderdeel        | Resultaat | Prestatie                          |
| -------------------- | ---------------- | --------- | ---------------------------------- |
| Supanara Sukhasvasti | verspringen (m)  | 34e       | kwalificatie: 7,38 m (18e groep A) |
|                      |                  |           |                                    |
| Wanida Boonwan       | hoogspringen (v) | 29e       | kwalificatie: 1,80 m (15e groep A) |

### Badminton
| Olympiër                                 | Onderdeel            | Resultaat   | Prestatie |
| ---------------------------------------- | -------------------- | ----------- | --- |
| Boonsak Ponsana                          | enkelspel (m)        | groepsfase  | groep E: 2e verloor van CHN Cheng Long 0-2 (12-21, 17-21) |
| Bodin Isara Maneepong Jongjit            | dubbelspel (m)       | kwartfinale | groep B: 1e wonnen van KOR Ko Sung-hyun / Yoo Yeon-seong 2-0 (21-15, 21-14) wonnen van POL Adam Cwalina / Michał Łogosz 2-0 *(21-0, 21-0) wonnen van INA Muhammad Ahsan / Bona Septano 2-0 (21-11, 21-16) KF: verloren van MAS Koo Kien Keat / Tan Boon Heong 0-2 (16-21, 18-21)         |
|                                          |                      |             | |
| Ratchanok Inthanon                       | enkelspel (v)        | kwartfinale | groep M: 1e won van SRI Thilini Jayasinghe 2-0 (21-13, 21-5) won van POR Telma Santos 2-0 (21-12, 21-6) 1/8F: won van GER Juliane Schenk 2-0 (21-16, 21-15) KF: verloor van CHN Wang Xin 1-2 (21-17, 18-21, 14-21)                                                                       |
|                                          |                      |             | |
| Sudket Prapakamol Saralee Thoungthongkam | dubbelspel (gemengd) | kwartfinale | groep D: 2e wonnen van TPE Chen Hung-Ling / Cheng Wen-Hsing 2-0 (21-15, 21-16) verloren van CHN Ma Jin / Xu Chen 0-2 (19-21, 12-21) wonnen van MAS Chan Peng Soon / Goh Liu Ying 2-0 (21-1, 21-15) KF: verloren van DEN Joachim Fischer Nielsen / Christinna Pedersen 0-2 (15-21, 13-21) |

* = wedstrijd niet gespeeld; reglementaire uitslag

### Boksen
| Olympiër         | Onderdeel                       | Resultaat | Prestatie |
| ---------------- | ------------------------------- | --------- | --- |
| Kaew Pongprayoon | licht vlieggewicht (-49 kg) (m) | Zilver    | 1/16F: won van ALG Mohamed Flissi 19-11 1/8F: won van ECU Carlos Quipo 10-6 KF: won van BUL Aleksandar Aleksandrov 16-10 HF: won van RUS David Ayrapetyan 13-12 F: verloor van CHN Zhou Shiming 10-13 |
| Chatchai Butdee  | vlieggewicht (-52 kg) (m)       | 1/8F      | 1/16F: won van TUR Selçuk Eker 24-10 1/8F: verloor van CUB Robeisy Ramírez 10-22 |
| Sailom Adi       | lichtgewicht (-60 kg) (m)       | 1/16F     | 1/16F: verloor van KAZ Gani Zhailauov 12-12 (na beslissing) |

### Boogschieten
| Olympiër          | Onderdeel       | Resultaat | Prestatie                                                                    |
| ----------------- | --------------- | --------- | ---------------------------------------------------------------------------- |
| Witthaya Thamwong | individueel (m) | 1/16F     | plaatsingronde: 662 punten (38e) 1/16F: verloor van FRA Thomas Faucheron 0-6 |

### Gewichtheffen
| Olympiër                 | Onderdeel                      | Resultaat | Prestatie                                        |
| ------------------------ | ------------------------------ | --------- | ------------------------------------------------ |
| Atthaphon Daengchanthuek | lichtgewicht (-69 kg) (m)      | 16e       | totaal: 300 kg (trekken: 130 kg; stoten: 170 kg) |
| Chatuphum Chinnawong     | ,iddengewicht (-77 kg) (m)     | 4e        | totaal: 348 kg (trekken: 157 kg; stoten: 191 kg) |
| Pitaya Tibnoke           | lichtzwaargewicht (-85 kg) (m) | 12e       | totaal: 348 kg (trekken: 152 kg; stoten: 196 kg) |
|                          |                                |           |                                                  |
| Panida Khamsri           | vlieggewicht (-48 kg) (v)      | -         | geen geldige score                               |
| Sirivimon Pramongkhol    | vlieggewicht (-48 kg) (v)      | 4e        | totaal: 191 kg (trekken: 82 kg; stoten: 109 kg)  |
| Pimsiri Sirikaew         | lichtgewicht (-58 kg) (v) *    | Zilver    | totaal: 236 kg (trekken: 100 kg; stoten: 136 kg) |
| Rattikan Gulnoi          | lichtgewicht (-58 kg) (v) *    | 4e        | totaal: 234 kg (trekken: 100 kg; stoten: 134 kg) |

* Uitslagen van voor de diskwalificatie van twee medaille winnaressen.

### Judo
| Olympiër         | Onderdeel                      | Resultaat    | Prestatie                                      |
| ---------------- | ------------------------------ | ------------ | ---------------------------------------------- |
| Teerawat Homklin | halfzwaargewicht (-100 kg) (m) | eerste ronde | 1/16F: verloor van MGL Naidangiin Tüvshinbayar |

### Kanovaren
| Olympiër         | Onderdeel     | Resultaat | Prestatie                                                    |
| ---------------- | ------------- | --------- | ------------------------------------------------------------ |
| Hermann Husslein | K1 slalom (m) | 19e       | voorronde: 95,11 [1e run: 100,67 (19e); 2e run: 95,11 (17e)] |

### Paardensport
| Olympiër                   | Onderdeel             | Resultaat | Prestatie |
| -------------------------- | --------------------- | --------- | --- |
| Nina Ligon op "Butts Leon" | eventing, individueel | 41e       | 53,90 strafpunten na dressuur (29e) 69,90 strafpunten na crosscountry (+ 16,00) (22e) 91,90 strafpunten na 1e ronde springconcours (+ 22,00) |

### Roeien
| Olympiër            | Onderdeel | Resultaat | Prestatie                                                                              |
| ------------------- | --------- | --------- | -------------------------------------------------------------------------------------- |
| Phuttharaksa Nikree | skiff (v) | 17e       | serie 3: 7.52,62 (4e) KF 3: 8.16,50 (6e) HF C/D 1: 8.03,91 (3e) C-finale: 8.34,11 (5e) |

### Schietsport
| Olympiër              | Onderdeel                | Resultaat | Prestatie                                          |
| --------------------- | ------------------------ | --------- | -------------------------------------------------- |
| Jakkrit Panichpatikum | 10 m luchtpistool (m)    | 37e       | kwalificatie: 566 punten                           |
| Jakkrit Panichpatikum | 25 m snelvuurpistool (m) | 15e       | kwalificatie: 578 punten                           |
| Jakkrit Panichpatikum | 50 m pistool (m)         | 14e       | kwalificatie: 558 punten                           |
|                       |                          |           |                                                    |
| Tanyaporn Prucksakorn | 10 m luchtpistool (v)    | 10e       | kwalificatie: 383 punten                           |
| Tanyaporn Prucksakorn | 25 m pistool (v)         | 8e        | kwalificatie: 586 punten (2e) finale: 778,4 punten |
| Naphaswan Yangpaiboon | 10 m luchtpistool (v)    | 41e       | kwalificatie: 370 punten                           |
| Naphaswan Yangpaiboon | 25 m pistool (v)         | 36e       | kwalificatie: 566 punten                           |
| Sutiya Jiewchaloemmit | skeet (v)                | 11e       | kwalificatie: 65 punten                            |

### Taekwondo
| Olympiër          | Onderdeel  | Resultaat | Prestatie |
| ----------------- | ---------- | --------- | --- |
| Pen-Ek Karaket    | -58 kg (m) | 5e        | 1/8F: verloor van KOR Lee Dae-Hoon 7-7 (na sudden-death punt) herkansing: won van EGY Tamer Bayoumi 6-4 om brons verloor van COL Óscar Muñoz Oviedo 4-6  |
|                   |            |           | |
| Chanatip Sonkham  | -49 kg (v) | Brons     | 1/8F: won van RUS Kristina Kim 13-0 KF: won van TPE Yang Shu-chun 6-0 HF: verloor van ESP Brigitte Yagüe 9-10 om brons: won van GUA Elizabeth Zamora 8-0 |
| Rangsiya Nisaisom | -57 kg (v) | 1/8F      | 1/8F: verloor van TPE Tseng Li-Cheng 1-4 |

### Tafeltennis
| Olympiër         | Onderdeel     | Resultaat | Prestatie |
| ---------------- | ------------- | --------- | --- |
| Nanthana Komwong | enkelspel (v) | 2e ronde  | 1R: won van POR Lei Huang Mendes 4-3 (4-11, 3-11, 11-6, 12-14, 11-8, 11-2, 12-10) 2R: verloor van CZE Iveta Vacenovská 1-4 (16-14, 6-11, 4-11, 5-11, 3-11) |

### Wielersport
| Olympiër           | Onderdeel        | Prestatie | Resultaat      |
| ------------------ | ---------------- | --------- | -------------- |
| Juthatip Maneephan | wegwedstrijd (v) | dnf       | niet gefinisht |

### Zeilen
| Olympiër        | Onderdeel | Prestatie | Resultaat                                   |
| --------------- | --------- | --------- | ------------------------------------------- |
| Ek Boonsawad    | rs:x (m)  | 33e       | 254 punten (28-32-27-26-21-32-31-23-dnf-34) |
| Keerati Bualong | laser (m) | 48e       | 404 punten (47-48-47-42-44-45-dsq-37-47-47) |
|                 |           |           |                                             |
| Napalai Tansai  | rs:x (v)  | 24e       | 206 punten (24-24-23-23-25-25-18-dsq-22-22) |

### Zwemmen
| Olympiër              | Onderdeel            | Prestatie | Resultaat                       |
| --------------------- | -------------------- | --------- | ------------------------------- |
| Nuttapong Ketin       | 200 m schoolslag (m) | series    | serie 2: 2.16,07 (6e; 30e tijd) |
| Nuttapong Ketin       | 200 m wisselslag (m) | series    | serie 1: 2.03,91 (3e; 35e tijd) |
|                       |                      |           |                                 |
| Natthanan Junkkrajang | 200 m vrije slag (v) | series    | serie 1: 2.02,49 (1e; 30e tijd) |
| Natthanan Junkkrajang | 400 m vrije slag (v) | series    | serie 2: 4.16,45 (6e; 29e tijd) |

Afghanistan · Albanië · Algerije · Amerikaanse Maagdeneilanden · Amerikaans-Samoa · Andorra · Angola · Antigua en Barbuda · Argentinië · Armenië · Aruba · Australië · Azerbeidzjan · Bahama's · Bahrein · Bangladesh · Barbados · België · Belize · Benin · Bermuda · Bhutan · Bolivia · Bosnië en Herzegovina · Botswana · Brazilië · Britse Maagdeneilanden · Brunei · Bulgarije · Burkina Faso · Burundi · Cambodja · Canada · Centraal-Afrikaanse Republiek · Chili · China · Chinees Taipei · Colombia · Comoren · Congo-Brazzaville · Congo-Kinshasa · Cookeilanden · Costa Rica · Cuba · Cyprus · Denemarken · Djibouti · Dominica · Dominicaanse Republiek · Duitsland · Ecuador · Egypte · El Salvador · Equatoriaal-Guinea · Eritrea · Estland · Ethiopië · Fiji · Filipijnen · Finland · Frankrijk · Gabon · Gambia · Georgië · Ghana · Grenada · Griekenland · Groot-Brittannië · Guam · Guatemala · Guinee · Guinee‑Bissau · Guyana · Haïti · Honduras · Hongarije · Hongkong · Ierland · IJsland · India · Indonesië · Irak · Iran · Israël · Italië · Ivoorkust · Jamaica · Japan · Jemen · Jordanië · Kaaimaneilanden · Kaapverdië · Kameroen · Kazachstan · Kenia · Kirgizië · Kiribati · Koeweit · Kroatië · Laos · Lesotho · Letland · Libanon · Liberia · Libië · Liechtenstein · Litouwen · Luxemburg · Macedonië · Madagaskar · Malawi · Maldiven · Maleisië · Mali · Malta · Marshalleilanden · Marokko · Mauritanië · Mauritius · Mexico · Micronesië · Moldavië · Monaco · Mongolië · Montenegro · Mozambique · Myanmar · Namibië · Nauru · Nederland · Nepal · Nicaragua · Nieuw-Zeeland · Niger · Nigeria · Noord-Korea · Noorwegen · Oeganda · Oekraïne · Oezbekistan · Oman · Oostenrijk · Oost-Timor · Pakistan · Palau · Palestina · Panama · Papoea-Nieuw-Guinea · Paraguay · Peru · Polen · Portugal · Puerto Rico · Qatar · Roemenië · Rusland · Rwanda · Saint Kitts en Nevis · Saint Lucia · Saint Vincent en Grenadines · Salomonseilanden · Samoa · San Marino · Sao Tomé en Principe · Saoedi-Arabië · Senegal · Servië · Seychellen · Sierra Leone · Singapore · Slovenië · Slowakije · Soedan · Somalië · Spanje · Sri Lanka · Suriname · Swaziland · Syrië · Tadzjikistan · Tanzania · Thailand · Togo · Tonga · Trinidad en Tobago · Tsjaad · Tsjechië · Tunesië · Turkije · Turkmenistan · Tuvalu · Uruguay · Vanuatu · Venezuela · Verenigde Arabische Emiraten · Verenigde Staten · Vietnam · Wit-Rusland · Zambia · Zimbabwe · Zuid-Afrika · Zuid-Korea · Zweden · Zwitserland · Onafhankelijke atleten